# Ricardo Mendiguren
Ricardo Mendiguren Egaña (Oñati, 19 ottobre 1968) è un ex calciatore spagnolo.

## Carriera

### Club
Cresce calcisticamente con l'Athletic Bilbao, società con cui esordisce con la squadra riserve nella stagione 1985-1986. L'anno successivo esordisce con la prima squadra, con cui debutta nella Primera División spagnola l'8 febbraio 1992 in Athletic-Cadice (0-0).
Con i baschi milita per undici stagioni, sommando 224 presenze (193 in campionato), per trasferirsi nel corso della stagione 1996-1997 al Las Palmas dove tuttavia non scende mai in campo e conclude la carriera al termine del campionato.